# 거창 구연서원 관수루
거창 구연서원 관수루(居昌 龜淵書院 觀水樓)는 대한민국 경상남도 거창군 구연서원에 있는 조선시대의 건축물이다. 2005년 1월 13일 경상남도의 유형문화재 제422호로 지정되었다.

## 개요
관수루는 서원의 문루로 1740년 창건되었으며 자연암반을 활용하고 틀어진 재목을 하부기둥으로 사용하는 등 자연과 조화를 이루고 있으며 그 형태 또한 대단히 아름답다. 정면 3칸, 측면 2칸 규모의 중층 누각 건물로 암반 사이에 조성된 기단 위에 자연석의 초석을 놓고 기둥을 세웠다.
기둥은 모두 원기둥을 사용하였고 기둥 바깥쪽의 네 모퉁이에는 적절하게 높이를 조절한 활주를 세웠다. 누하부 정면에 출입을 위한 문을 달았으며 나머지 공간은 모두 개방하였다. 상층의 바닥에는 우물마루르 깔았고 주변으로 계자난간을 둘렀다.

## 같이 보기
- 구연서원

## 참고 문헌
- 거창 구연서원 관수루 - 국가유산청 국가유산포털